# مشاري العفاسي
مشاري بن راشد بن غريب بن محمد بن راشد العفاسي المطيري إمام المسجد الكبير وخطيب في وزارة الأوقاف والشؤون الإسلامية بدولة الكويت. وهو مستشار اتحاد المبدعين العرب، وصاحب أول قناة إسلامية كويتية قناة العفاسي الفضائية، وقارئ للقرآن الكريم. له العديد من الإصدارات القرآنية والإنشادية والبرامج التلفزيونية التي انتشرت في الوطن العربي والعالم الإسلامي منذ انطلاقته في 1996م. وهو صاحب أكاديمية العفاسي للقرآن الكريم في ماليزيا، وعضو لجنة التحكيم في مسابقة القرآن الكريم العالمية "عطر الكلام"، وبرنامج المرتل سابقًا.

## نبذة عن حياته
هو مشاري بن راشد بن غريب بن محمد بن راشد العفاسي من العفسة من قبيلة مطير،
من مواليد دولة الكويت
ليوم الأحد 11 رمضان 1396 هـ / الموافق 5 سبتمبر 1976م،
متزوج وأب لابنين وثلاث بنات، يكنّى بأبي راشد. هو قارئ للقراّن الكريم ومهتم وباحث في الإنشاد والمقامات كما برز هذا في برنامجه مقامات والذي عرض على شاشة mbc في رمضان 1444هـ وتلفزيون الكويت.
ويتمتّع بصوت عذب وقوّة في التحكّم بطبقات الصوت وروعة الأداء. له العديد من الإصدارات التي انتشرت في الوطن العربي والإسلامي والعالم.

### المرحلة الأكاديمية
درس في السعودية بالجامعة الإسلامية بالمدينة النبوية تحديدًا بكلية القرآن الكريم والدراسات الإسلامية وتخصّص في القراءات العشر والتفسير.
ولقد تتلمذ الشيخ على أيدي كبار علماء ومقرئي المدينة النبوية في كليّة القراءات. وصل في منحى دراساته إلى السنة الثالثة.
أُجيز القارئ في قراءة عاصم رواية حفص من طريق الشاطبية وسافر المقرئ مشاري إلى مصر للحصول على إجازات من كبار مقرئي العالم الإسلامي.

## الرحلة مع القرآن الكريم
حفظ القرآن الكريم كاملاً في عامي 1992 - 1994م ثم درس القراءات العشر والتفسير بكليّة القرآن الكريم والدراسات الإسلامية في الجامعة الإسلامية بالمدينة المنوّرة. وأوّل إصدار قرآني له كان (غافر وفصّلت والشورى 1416 هـ)، وأمّ المصلين للمرة الأولى بالمسجد الكبير بالكويت في العشر الأواخر من رمضان 1420 هـ. وحصل على إجازة بقراءة عاصم بن أبي النجود من الشيخ العلاّمة عبد الرافع رضوان الشرقاوي، وإجازة شفوية من الشيخ العلاّمة إبراهيم السمنودي، وإجازة برواية حفص عن عاصم من الشيخ العلاّمة أحمد عبد العزيز الزيّات. وقرأ على الشيخ الدكتور أحمد عيسى المعصراوي بقراءة عاصم بن أبي النجود من طريق الشاطبية والطيبة. وقرأ أيضاً على الشيخ إبراهيم الأخضر والشيخ خليل الرحمن القارئ. وأصدر ختمتين للقرآن الكريم (المصحف المرتّل 1424 هـ - ختمة كاليفورنيا 1430 هـ) وختمة مرتقبة برواية ورش عن نافع.

### خدمته للقرآن الكريم
أجاد الشيخ العفاسي القراءات العشر وسعى لإحيائها بين الناس عن طريق خدمة العفاسي وقناة العفاسي وإصداراته القرآنية المتنوّعة، وسجّل مُتونًا في القراءات والتجويد (متن الشاطبية - متن الدرّة - التحفة السمنودية)، وشارك بالتحكيم في العديد من مسابقات القرآن الكريم في أمريكا وفرنسا والشيشان والإمارات والسعودية. وله برامج لتعليم القرآن (خلّونا معاه - رتّل مع العفاسي - رتّل مع العفاسي 2). ومن محاضراته (محاضرة علم القراءات - محاضرة القراءات العشر وأثرها في حياتنا). ويشرف على مشاريع عدّة مثل (مشروع وقفية العفاسي - مشروع حافظ القرآن الكريم - الأكاديمية البريطانية لعلوم القرآن).

## مشايخه
- الشيخ أحمد عبد العزيز الزيات قرأ عليه القرآن الكريم كاملاً برواية حفص عن عاصم من طريق الشاطبية.
- الشيخ إبراهيم علي شحاته السمنودي
- الشيخ عبد الرافع رضوان علي الشرقاوي قرأ عليه القرآن الكريم كاملًا بقراءة عاصم بن أبي النجود بالروايتين من طريق الشاطبية.
- الشيخ أحمد عيسى المعصراوي، رئيس مجمع البحوث الإسلامية ومراجعة المصاحف بالأزهر الشريف، قرأ عليه بقراءة عاصم بن أبي النجود. وكانت له دراسات أخرى عن طريق أئمة كبار وأجلاء من الكويت ومصر والسعودية.

## بدايته الإنشادية
كانت البداية في عام 2003 حيث قدّم قصيدة بعنوان (أيا من يدعي الفهم).
وكانت أول قصيدة إنشادية يقدمها مشاري العفاسي ولم يتوقّع أحد حتى العفاسي نفسه النجاح الذي لاقته الأنشودة والإعجاب بأدائه في أوّل أنشودة له، وتلك كانت الشرارة الأولى لانطلاقته في سماء الإنشاد.
وبعد نجاح هذه القصيدة قرّر العفاسي أن يطرح ألبوماً إنشادياً، وقد حمل عنوان «عيون الأفاعي» فكان هذا الألبوم هو الأول في مسيرته الإنشادية.
وسجّل قبل ذلك منظومات شعرية ومتونَ علمية في القراءات العشر في عام 2002 متن الشاطبية في القرآءآت السبع ثم سجّل الدرّة في عام 2003 وفي 2006 متن السمنودية المتن الجامع في التجويد.

## ألبوماته الإنشادية
- الشاطبية 2002
- الدرة 2003
- 2004 عيون الأفاعي.
- 2005 ليس الغريب.
- 2006 حنيني.
- 2007 قلبي الصغير.
- 2008 ذكريات.
- 2009 عناقيد.
- 2010 عناقيد - الجزء الثاني -.
- 2011 بنات الريح.
- 2012 تراحمي يا قلوب.
- 2013 يا رزاق.
- 2014 -2015 قمري.
- 2016 قلبي محمد ﷺ.
- 2017 بالمصري.
- 2018 المرتل.
- 2020 مشاري

## جوائزه وتكريمه
- وسام مجلس التعاون الخليجي.
- جائزة أوسكار المبدعين العرب وشهادة التفرّد في الإبداع.
- تكريمه سفيراً للسعادة.
- حصوله على المركز الثاني في استفتاء موقع العربية نت.
- حصوله على لقب الشخصية الفنية المثالية الأولى في استفتاء مجلة زهرة الخليج.
- حصول كليب طلع البدر علينا على المركز الرابع كأفضل كليب هادف.
- حصول قناة العفاسي على المركز الأول كأكثر القنوات الدينية مشاهدةً.